# Cattleya porphyroglossa
Cattleya porphyroglossa é uma espécie epífita de pequeno porte. Vegeta sobre velózias nas margens de rios, no Espírito Santo e Minas Gerais. Pseudobulbos eretos, finos e cilíndricos, de 30 centímetros de altura, portando duas folhas estreitas e oblongas, de cor verde clara. Flor de 3 centímetros de diâmetro, com pétalas e sépalas de cor castanho-claro. Labelo trilobado com lóbulo frontal séssil, arbicular e ondulado, de cor púrpura, raiado, com estrias avermelhadas. Floresce na Primavera.

## Sinônimos
- Epidendrum porphyroglossum (Linden & Rchb.f.) Rchb.f., Xenia Orchid. 2: 33 (1862)
- Cattleya amethystoglossa var. sulphurea Rchb.f., Gard. Chron. 1866: 315 (1866)
- Epidendrum porphyroglossum var. sulphureum (Rchb.f.) Rchb.f. (1873)
- Cattleya porphyroglossa var. punctulata Rchb.f., Gard. Chron., III, 2: 98 (1887)
- Cattleya batalinii Sander & Kraenzl., Gard. Chron., III, 1892(2): 332 (1892)
- Cattleya dijanceana Rolfe, Orchid Rev. 10: 331 (1902)